# Hallsville (Missouri)
Hallsville é uma cidade localizada no estado americano de Missouri, no Condado de Boone.

## Demografia
Segundo o censo americano de 2000, a sua população era de 978 habitantes.
Em 2006, foi estimada uma população de 943, um decréscimo de 35 (-3.6%).

## Geografia
De acordo com o United States Census Bureau tem uma área de
1,9 km², dos quais 1,9 km² cobertos por terra e 0,0 km² cobertos por água. Hallsville localiza-se a aproximadamente 254 m acima do nível do mar.

## Localidades na vizinhança
O diagrama seguinte representa as localidades num raio de 24 km ao redor de Hallsville.